# Vindpark Vänern
Vindpark Vänern är en vindkraftspark bestående av tio vindkraftverk med en total effekt på 30 MW. Den beräknade årsproduktion är 90 miljoner kilowattimmar. Vindkraftverken är placerade på djup mellan 3 och 13 meter vid Gässlingegrund i den nordvästra delen av sjön Vänern i Sverige.
Vindkraftsparken, som är Sveriges första insjöanläggning, invigdes år 2010.

### Fotnoter
1. ↑  ”Vindpark Vänern”. https://www.energimyndigheten.se/fornybart/vindkraft/kunskap-och-forskning/vindpilotprojekt/vindpark-vanern/. Läst 3 december 2020.
2. ↑  ”Vindkraftsförlusten: 250 miljoner kronor”. https://www.svt.se/nyheter/lokalt/varmland/vindkraftsinvesteringen-kostade-250-miljoner. Läst 13 april 2024.